# Estação Studentcheskaia (metro de Novosibirsk)
Studentcheskaia (em russo:  Студенческая) é uma das estações da linha Leninskaia (Linha 1) do Metro de Novosibirsk, na Rússia. Estação «Studentcheskaia» está localizada entre as estações «Ploshchad Marksa» e «Retchnoi Vokzal». Estação «Sportivnaia» que está localizada entre as estações «Retchnoi Vokzal» e «Studentcheskaia» não foi construída ainda.